# عائلة بي
عائلة بي المعروفة سابقًا باسم عائلة إه بي هي شخصيات إنترنت كندية تشتهر بقنوات فاين ويوتيوب وإنستغرام التي تضم أكثر من 7 ملايين مشترك وأكثر من ملياري مشاهدة. هي تؤلف تمثيليات ومحاكاة ترفيهية ساخرة عن جمهور محوره الأسرة. هم عائلة مكونة من أربعة أفراد في ثورنهيل بأونتاريو في كندا تتكون من الأب (أندريس بورغوس، المعروف باسم بابا بي)، وأم (روسانا بورغوس، المعروفة باسم ماما بي)، وابن (روبرتو بورغوس، المعروف باسم السيد مونكي أو مستر بي)، وابنة (غابريلا بورغوس، والمعروفة أيضًا باسم غابريلا بي أو مس مونكي أو مس بي).

## المهنة
بدأت عائلة إيه بي النشر على فاين في يناير 2013 حيث صارت مشهورة وبدأت حياتها المهنية. تشمل حسابات وسائل التواصل الاجتماعي الخاصة بهم فاين ويوتيوب وإنستغرام وفيسبوك. قامت العائلة بدور البطولة في الإعلانات لشركات مثل جونسون آند جونسون، وتويوتا، وريغال سينما، كما ظهرت في صحيفة نيويورك ديلي نيوز، وعلى بزفيد، وبرنامج صباح الخير يا أمريكا، وتوداي دوت كوم، وغيرها من وسائل الإعلام. تم ترشيح العائلة لجوائز ستريمي في عام 2015 وجوائز شورتي في عام 2016. في 17 فبراير 2018 أصدرت غابرييلا بي أغنيتها «ساوند إن كولور». وفي 1 سبتمبر 2018، أصدرت غابرييلا بي أغنية أخرى، «شيء أكثر».
في 15 يوليو 2020، غيرت الأسرة اسمها من «عائلة إيه بي» إلى «عائلة بي».

## روابط خارجية
- الموقع الرسمي
- إه بي الفيديو على الفيسبوك الأسرة مع أكثر من 100 مليون مشاهدة